# 1ste Prix Lumières
De ceremonie van de 1ste Prix Lumières werd georganiseerd door de Académie des Lumières en vond plaats op 29 januari 1996 te Parijs. De ceremonie werd voorgezeten door Isabella Rossellini en uitgezonden door Paris Première. Er werden prijzen uitgereikt in zes categorieën. 

## Winnaars

### Beste film
- La Haine

### Beste regisseur
- Mathieu Kassovitz - La Haine

### Beste acteur
- Michel Serrault - Nelly et Monsieur Arnaud

### Beste actrice
- Isabelle Huppert - La Cérémonie

### Beste scenario
- Gazon maudit

### Beste buitenlandse film
- Underground